# 4944 Kozlovskij
4944 Kozlovskij (1987 RP3) là một tiểu hành tinh vành đai chính được phát hiện ngày 2 tháng 9 năm 1987 bởi L. I. Chernykh ở Nauchnyj.